# Dịch vụ công
Dịch vụ công hay dịch vụ công cộng  là một dịch vụ nhằm phục vụ tất cả các thành viên của cộng đồng. Nó thường được chính phủ cung cấp cho những người sống trong phạm vi quyền hạn, trực tiếp (thông qua khu vực công) hoặc bằng cách cung cấp tài chính cho các dịch vụ. Thuật ngữ này được liên kết với một sự đồng thuận xã hội (thường được thể hiện thông qua các cuộc bầu cử dân chủ) rằng một số dịch vụ nên có sẵn cho tất cả mọi người, bất kể thu nhập, khả năng thể chất hoặc năng lực trí tuệ của họ. Ngay cả khi các dịch vụ công không được cung cấp công khai cũng không được tài trợ công khai, vì lý do xã hội và chính trị, chúng thường phải tuân theo quy định vượt ra ngoài việc áp dụng cho hầu hết các thành phần kinh tế. Chính sách công  khi được thực hiện vì lợi ích và động lực của công chúng có thể cung cấp các dịch vụ công cộng. Dịch vụ công cộng cũng là một khóa học có thể được học tại một trường cao đẳng hoặc đại học. Ví dụ về các dịch vụ công cộng là đội cứu hỏa, cảnh sát, không quân và nhân viên y tế.

## Hành chính công
Trong các nền dân chủ hiện đại, dịch vụ công cộng thường được thực hiện bởi các nhân viên được gọi là công chức được thuê bởi các quan chức được bầu. Các cơ quan chính phủ không định hướng lợi nhuận và nhân viên của họ được thúc đẩy rất khác nhau. Các nghiên cứu về công việc của họ đã tìm thấy kết quả tương phản bao gồm cả mức độ nỗ lực cao hơn  và thời gian làm việc ít hơn. Một cuộc khảo sát ở Anh cho thấy các nhà quản lý tuyển dụng khu vực tư nhân không tín dụng kinh nghiệm của chính phủ nhiều như kinh nghiệm của khu vực tư nhân. Công chức có xu hướng kiếm ít tiền hơn khi điều chỉnh giáo dục, mặc dù sự khác biệt đó giảm đi khi bao gồm lợi ích và giờ làm. Công chức có những lợi ích vô hình khác như an ninh công việc được bảo đảm hơn.

## Đặc trưng
Một dịch vụ công đôi khi có thể có các đặc điểm của hàng hóa công cộng (không có cạnh tranh và không thể loại trừ), nhưng hầu hết là các dịch vụ có thể (theo các quy tắc xã hội hiện hành) được thị trường cung cấp. Trong hầu hết các trường hợp dịch vụ công là các dịch vụ, tức là chúng không liên quan đến sản xuất hàng hóa. Chúng có thể được cung cấp bởi các tổ chức độc quyền quy mô địa phương hoặc quốc gia, đặc biệt là trong các lĩnh vực là độc quyền tự nhiên.
Chúng có thể liên quan đến các kết quả đầu ra khó quy cho nỗ lực cá nhân cụ thể hoặc khó đo lường về các đặc điểm chính như chất lượng. Chúng thường đòi hỏi trình độ đào tạo và giáo dục cao. Các dịch vụ này có thể thu hút những người có tinh thần phục vụ công cộng, những người muốn cho đi một cái gì đó cho công chúng hoặc cộng đồng rộng lớn hơn thông qua công việc của họ.

## Lịch sử
Các cơ quan chủ quản từ lâu đã cung cấp các dịch vụ công cộng cốt lõi. Truyền thống giữ an toàn cho công dân thông qua các ngày phòng thủ quân sự có tổ chức đến ít nhất bốn nghìn năm trước.
Duy trì trật tự thông qua chính quyền được ủy quyền tại địa phương có nguồn gốc ít nhất là từ thời Chiến Quốc (thế kỷ thứ 5 đến thế kỷ thứ 3 TCN) ở Trung Quốc cổ đại với tổ chức xian (quận) dưới sự kiểm soát của một quận được chỉ định tập trung. Bằng chứng lịch sử về việc nhà nước cung cấp dịch vụ giải quyết tranh chấp thông qua hệ thống pháp lý / công lý đã có từ thời kỳ Ai Cập cổ đại.
Một dịch vụ công cộng cơ bản trong lịch sử cổ đại liên quan đến việc đảm bảo sự ưu ái của các vị thần thông qua một tôn giáo cấp nhà nước với các thuyết giáo và nghi lễ.
Việc cung cấp rộng rãi tiện ích công cộng như các dịch vụ công cộng tại các nước đang phát triển thường bắt đầu vào cuối thế kỷ XIX, thường xuyên với các dịch vụ của thành phố phát triển cung cấp khí gas và nước. Sau đó, các chính phủ bắt đầu cung cấp các dịch vụ khác như điện và y tế. Ở hầu hết các quốc gia phát triển, chính quyền địa phương hoặc quốc gia tiếp tục cung cấp các dịch vụ như vậy, ngoại lệ lớn nhất là Hoa Kỳ và Vương quốc Anh, nơi cung cấp tư nhân được cho là có ý nghĩa hơn đáng kể. Tuy nhiên, các dịch vụ công được cung cấp riêng như vậy thường được quy định chặt chẽ, ví dụ (ở Hoa Kỳ) bởi Ủy ban Tiện ích Công cộng.
Ở các nước đang phát triển dịch vụ công có xu hướng kém phát triển hơn nhiều. Ví dụ, dịch vụ cung cấp nước có thể chỉ dành cho tầng lớp trung lưu giàu có. Vì lý do chính trị, dịch vụ thường được trợ cấp, làm giảm tài chính để có khả năng mở rộng cho các cộng đồng nghèo hơn. 

## Quốc hữu hóa và tư nhân hóa

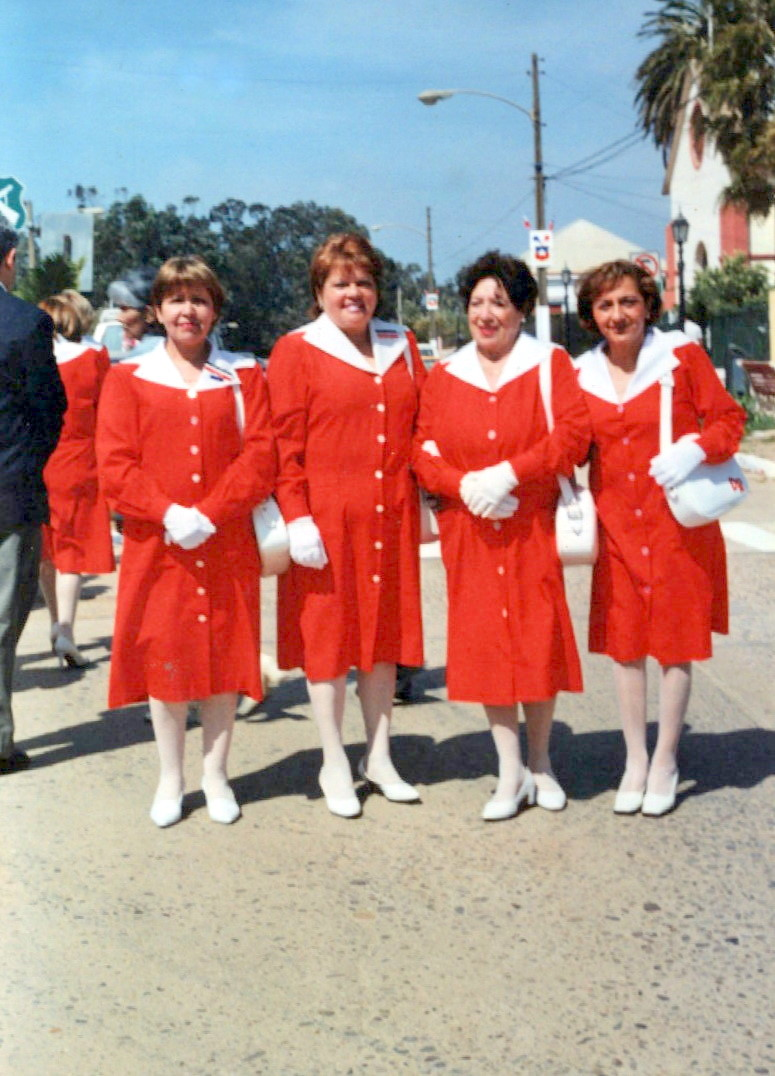
Một nhóm người Chile 'Damas de Rojo', tình nguyện viên tại bệnh viện địa phương của họ.

### Quốc hữu hóa
Quốc hữu hóa đã diễn ra sau Chiến tranh thế giới nửa đầu thế kỷ XX. Ở các vùng của châu Âu, quy hoạch trung tâm đã được thực hiện với niềm tin rằng nó sẽ giúp sản xuất hiệu quả hơn. Nhiều dịch vụ công cộng, đặc biệt là điện, nhiên liệu hóa thạch và giao thông công cộng là sản phẩm của thời đại này. Sau chiến tranh thế giới thứ hai, nhiều quốc gia cũng bắt đầu thực hiện chăm sóc sức khỏe toàn dân và giáo dục mở rộng dưới sự tài trợ và hướng dẫn của nhà nước.

### Tư nhân hóa
Có một số cách để tư nhân hóa các dịch vụ công cộng. Một tập đoàn trong thị trường tự do có thể được thành lập và bán cho các nhà đầu tư tư nhân, từ bỏ hoàn toàn sự kiểm soát của chính phủ. Do đó, nó trở thành một dịch vụ tư nhân (không công khai). Một lựa chọn khác, được sử dụng ở các nước Bắc Âu, là thành lập một công ty, nhưng giữ quyền sở hữu hoặc quyền biểu quyết về cơ bản nằm trong tay chính phủ. Ví dụ, nhà nước Phần Lan sở hữu 49% Kemira cho đến năm 2007, phần còn lại thuộc sở hữu của các nhà đầu tư tư nhân. 49% cổ phần không biến nó thành "doanh nghiệp chính phủ", nhưng điều đó có nghĩa là tất cả các nhà đầu tư khác cùng nhau sẽ phải phản đối ý kiến của nhà nước để lật ngược các quyết định của nhà nước trong cuộc họp cổ đông. Công ty được quy định cũng có thể có được giấy phép theo thỏa thuận rằng họ thực hiện một số nhiệm vụ dịch vụ công cộng. Khi một công ty tư nhân điều hành độc quyền tự nhiên, thì công ty thường được quy định chặt chẽ, để ngăn chặn sự lạm dụng quyền lực độc quyền. Cuối cùng, chính phủ có thể mua dịch vụ trên thị trường tự do. Ở nhiều quốc gia, dược phẩm được cung cấp theo cách này: chính phủ hoàn trả một phần giá thuốc. Ngoài ra, giao thông xe buýt, điện, y tế và quản lý chất thải được tư nhân hóa theo cách này. Một sự đổi mới gần đây, được sử dụng ở Anh ngày càng nhiều cũng như Úc và Canada là quan hệ đối tác công tư. Điều này liên quan đến việc cho thuê lâu dài cho các tập đoàn tư nhân để đổi lấy một phần cơ sở hạ tầng tài trợ.